# Rubén Cano Altez
Rubén Dioscorides Andrés Cano Altez (Huancayo, 28 de mayo de 1957) es un empresario y político peruano. Es el actual alcalde del distrito de La Victoria, desde el 1 de enero del 2023. Siendo elegido en las elecciones municipales de 2022 para el periodo 2023 - 2026.

## Biografía
Nació en la ciudad de Huancayo, ubicado en el departamento de Junín, el 28 de mayo de 1957.
Estudió la carrera de Administración de empresas en la Universidad Inca Garcilaso de la Vega, donde no llegó a concluirlos. Posteriormente, laboró como gerente general de diversas empresas de inversiones.

## Carrera política
Se inició en la política cuando postuló al Congreso de la República por el partido Renovación Nacional, en las elecciones parlamentarias de 1995, sin embargo, no resultó elegido. Luego, se pasó al movimiento fujimorista Vamos Vecino e intentó ser regidor del distrito de La Victoria en 1998, y después en 2002, con el partido Somos Perú.

### Regidor de Lima
Para las elecciones municipales del 2014, Cano se afilió al partido Solidaridad Nacional de Luis Castañeda Lossio y postuló como regidor de Lima, logrando luego ser elegido para el periodo 2015 - 2018.

### Alcalde de La Victoria
En las elecciones municipales del 2022, postuló nuevamente a la alcaldía del distrito de La Victoria por el partido Renovación Popular. Finalmente, logró ser elegido para el periodo municipal 2023 - 2026.
Durante su gestión, denunció crisis en el distrito por parte de la anterior gestión.